# 深州站
深州站位于中华人民共和国河北省衡水市深州市深州镇桃源大街，是京九铁路的一座火车站，等级为四等站，距北京西站239公里，距常平站2076公里，本站及相邻上下行区间均为电气化区段。车站建于1996年，办理客货运业务，目前有16班图定列车停靠。
值得一提的是，在中国铁路客户服务中心的订票界面中输入“shenz”后，深州站排在深圳东和深圳北之间，2013年和2014年春运期间曾因此发生深圳旅客误购深州出发列车车票的事件，且均涉及K973次列车的深州-武昌段。

## 旅客列车目的地
| 列车所属路局 | 目的地           |
| ------------ | ---------------- |
| 哈尔滨局集团 | 厦门北           |
| 沈阳局集团   | 西安、吉林、枣强 |
| 上海局集团   | 宿松             |
| 南昌局集团   | 北京丰台、厦门北 |
| 济南局集团   | 北京丰台         |